# Jean Painlevé
Jean Painlevé (1902-1989). Fue un director cinematográfico y biólogo francés que renovó el filme científico. Continuó con la tradición de Marey y Muybridge en relación con el movimiento.

## Cine
Painlevé fue un cineasta que se especializó en realizar documentales principalmente sobre la fauna marina aunque también exploró en campos como la histología, arte circense, expresión corporal , física , matemática y una novel biología molecular. Gracias a su amplia exploración cinematográfica es considerado por muchos como uno de los padres fundadores del cine científico. 

## Filmografía
- Mathusalem (1927)
- La Pieuvre (1928)
- Hyas et Stenorinques, crustacés marins (1929)
- Les oursins (1929)
- Le Bernard l'ermite, crustacé marin (1930)
- Traitement expérimental d'une hémorragie chez le chien (1930)
- Electrophorèse du nitrate d'argent (1932)
- L'Hippocampe ou "Cheval marin"  (1934)
- Barbe-bleue (1936)
- Culture des tissus (1937)
- Similitudes des longueurs et des vitesses (1937)
- Images mathématiques de la quatrième dimension (1937)
- Le Vampire (1945)
- Jeux d'enfants (1936)
- Écriture de la danse (1948)
- Le grand cirque Calder (1955)